# Ueda Sōkyū
Ueda Sōkyū (japanisch 上田 桑鳩, eigentlich Ueda Jun (上田 順); geboren 11. Mai 1899 in Miki (Präfektur Hyōgo); gestorben 4. September 1968) war ein japanischer Kalligraph.

## Leben und Wirken
Ueda Shōkyū, geboren als Fujita, nahm 1919 bei der Heirat den Familiennamen seiner Frau an. Er interessierte sich für Kalligraphie und hatte als Lehrer Ihara Ungai (井原 雲涯) und Hidai Tenrai (比田井 天来; 1872–1939). Ab 1933 gab Ueda die Zeitschrift „Shodō geijutsu“ (書道芸術) heraus und gründete 1940 die „Keisei-kai“ (奎星会).
Nach dem Pazifikkrieg setzte er seine ganze Kraft für die „Zen’eisho“ (前衛書)-Bewegung ein, also für eine avantgardistische Kalligraphie, die sich auf die Schönheit von Formen, Linien, Tintenfarben, Rändern usw. konzentriert, sich als reine visuelle Kunst auf der Fläche gibt. Er war Jurymitglied der „Nitten“ und des Mainichi-Kunstpreises.
Ueda hinterließ u. a. das Werk „Rinsho daikan“ (臨書大鑑), „Enzyklopädie der Kalligraphie“ und „Schönheit der Kalligraphie“ (書の美, Sho no bi). Einer seiner Schüler war Morita Shiryū.